# Xã Salt Pond, Quận Saline, Missouri
Xã Salt Pond (tiếng Anh: Salt Pond Township) là một xã thuộc quận Saline, tiểu bang Missouri, Hoa Kỳ. Năm 2010, dân số của xã này là 2.035 người.